# جاي كورتيز
خيسوس مانويل نيفيس كورتيز (من مواليد 9 أبريل 1993) ، و المعروف باسم جايكو (Jhayco) (المعروف سابقًا باسم جاي كورتيز (Jhay Cortéz)) ،  هو مغني ومغني راب من بورتوريكو.اشتهر بأغنية No Me Conoce في عام 2019 بالتعاون مع جي بالفين وباد باني.
في عام 2021 ، بدأ كورتيز علاقة مع ميا خليفة . 

## ديسكوغرافيا

### ألبومات الاستوديو
| فاموز                                                           | - تاريخ الصدور: 24 مايو 2019 - التسمية: مجموعة يونيفرسال ميوزيك  | 164 | 5 | 54 | - ريا : 3 × بلاتينيوم (شهادة رابطة صناعة التسجيلات الأمريكية) |
| فاموز معاد                                                      | - تاريخ الصدور: 24 يناير 2020 - التسمية: مجموعة يونيفرسال ميوزيك | -   | - | 54 |                                                               |
| Timelezz                                                        | - تاريخ الصدور: 3 سبتمبر 2021 - التسمية: مجموعة يونيفرسال ميوزيك | 70  | 2 | 4  | - RIAA: بلاتينيوم (Latin)                                     |
| تشير "-" إلى تسجيل لم يتم رسمه أو لم يتم إصداره في تلك المنطقة. |                                                                  |     |   |    |                                                               |

### ألبومات مصغرة
| عنوان   | تفاصيل EP                                                       |
| ------- | --------------------------------------------------------------- |
| ايز علي | - تاريخ الصدور: 18 مايو 2018 - التسمية: مجموعة يونيفرسال ميوزيك |

## روابط خارجية
جاي كورتيز التسجيلات من ديسكاغز.كوم
[http://www.imdb.com/name/nm10004550/ Jhay Cortez
] في قاعدة بيانات الأفلام على الإنترنت